# Kabak kalye
Kabak kalye és un plat de carabassó (zucchini) de la cuina turca. Es fa especialment amb els nous carabassons o "Sakız kabağı" (literalment "carabassons de Quios") quan aquests apareixen a la primavera. La paraula kalye ve de l'àrab i significa "fregit" encara que aquest plat és un guisat amb l'ingredient bàsic, el carabassó, fregit. Es fa amb cebes, tomàquets, espècies (molt poc) i oli d'oliva. Alguns ho fan amb carn i margarina també. Gairebé sempre és decorat amb anet.
Normalment sense carn, grassa (o margarina) i salça (s'utilitzen tomàquets frescs) és un menjar molt lleuger. Hi ha qui mengen aquest plat amb iogurt (veure la imatge) o salsa de iogurt amb all, però no és una part indispensable de la recepta original.